# Ngarange
Ngarange – wieś w Botswanie w dystrykcie North West. Według spisu ludności z 2011 roku wieś liczyła 988 mieszkańców.